# ابسلوشن (کشتی حرفه‌ای)
اَبسُلوشِن(به انگلیسی: Absolution) یک گروه سه نفره Heel در کشتی حرفه‌ای و در کمپانی دبلیودبلیوئی است که در راو حضور دارند و اعضای آن پِیج، مندی رز و سونیا دِویل هستند.

## تاریخچه

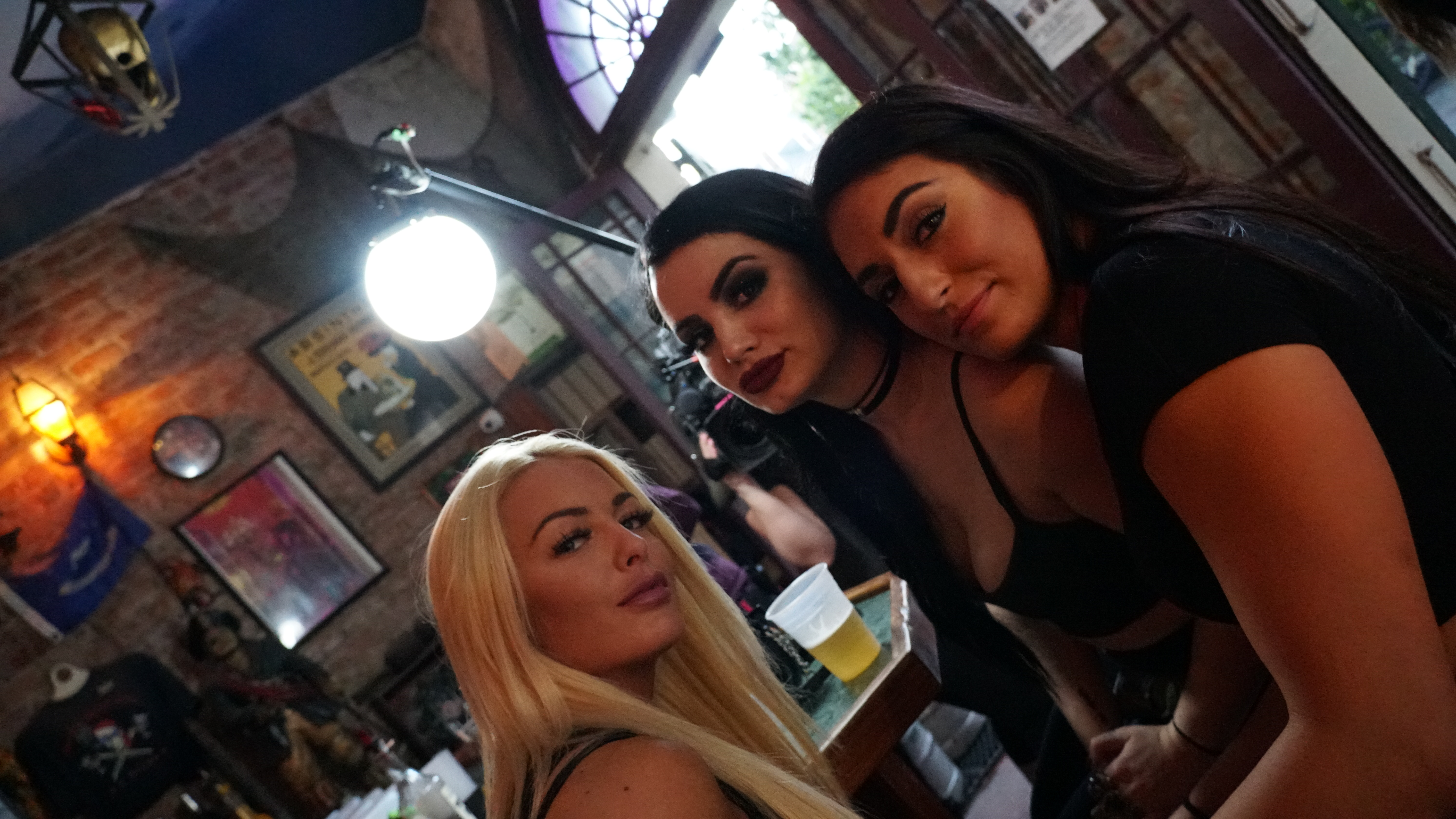
از چپ به راست:مندی رز، پیج، سونیا دویل

### تشکیل و انحلال (۲۰۱۷–۲۰۱۸)
در قسمت ۲۰ نوامبر راو، پِیج پس از بیش از یک سال دوری از میادین بازگشت و در یک مسابقه دخالت کرد، او اعلام کرد که تنها نیست و سپس مندی رز و سونیا دِویل هم وارد شدند. این سه نفر به ساشا بنکس، میکی جیمز و بِیلی در داخل رینگ و به الکسا بلیس در پشت صحنه حمله کردند. هفته بعد در راو، هنگامیکه رُز و دِویل وفاداری خود به پِیج را اعلام کردند، نام این گروه به‌طور رسمی اَبسُلوشِن اعلام شد.
در نهایت پس از تقریبا یکسال از تشکیل و همکاری این سه در مسابقات در تاریخ ۹ آپریل ۲۰۱۸ و در یک مسابقه در لایو شو دبلیودبلیوئی پیج توسط ساشا بنکس دچار مصدومیت شدیدی میشود و از مسابقات کناره‌گیری میکند. با جدایی پیج که رهبر گروه اَبسُلوشِن بود این گروه در سال ۲۰۱۸ منحل میشود.